# Beleg van Oshi
Het Beleg van Oshi vond plaats in 1590, tijdens de Japanse Sengoku-periode. De slag maakte deel uit van de campagne van Toyotomi Hideyoshi tegen de Hojo-clan.
Kasteel Oshi van de Hojo-clan werd aangevallen door Ishida Mitsunari, een belangrijke vazal van Toyotomi. Mitsunari maakte bij het beleg gebruik van een tactiek die Toyotomi Hideyoshi eerder reeds had toegepast. Hij leidde een rivier om, om het hele gebied rond het kasteel onder water te zetten.